# Théodora de Césaride
Théodora de Césaride (en grec ancien : Οσία Θεοδώρα « η από Καισαρείδος ») est une sainte vénérable ayant vécu dans l'Empire byzantin au VIIIe siècle.
Sa mémoire est commémorée le 30 décembre dans l'Église orthodoxe.

## Sources
Un manuscrit arabe au moins renseigne son hagiographie.

## Biographie
Selon les récits hagiographiques la concernant, elle serait née au VIIIe siècle dans une famille patricienne de Cappadoce,. Sa mère se serait nommée Théodora aussi, et son père Théophile. Ses parents auraient prié pour demander l'intercession de Dieu afin qu'ils puissent avoir un enfant, en échange de quoi ils auraient promis de consacrer cet enfant à la vie monastique. Lorsqu'elle atteint l'âge, sa mère Théodora l'aurait alors dirigée vers le monastère de sainte Anne à Césarée où elle serait devenue novice. 
Elle en aurait été tirée, selon les récits hagiographiques, lorsque l'empereur Léon III l'Isaurien aurait cherché à lui faire épouser de force un de ses aides, en la sortant du monastère avec violence. Transférée à Constantinople en préparation du mariage, son futur époux serait mort rapidement dans un engagement militaire, ce qui lui aurait permis, profitant de la confusion ambiante, de quitter la capitale sur un navire et de rejoindre son monastère. Elle aurait ensuite rapidement été tonsurée comme moniale, ce qui aurait empêché les envoyés de l'empereur de chercher à lui faire épouser quelqu'un d'autre. Après ces événements rocambolesques, elle serait devenue un modèle de pénitence et de foi avant d'atteindre la sainteté,.

## Célébration
Elle est commémorée le 30 décembre dans l'Église orthodoxe,.